# Гай Цильний Прокул (консул-суффект 100 года)
Гай Цильний Прокул (лат. Gaius Cilnius Proculus) — римский политический деятель конца I века — начала II века.
Происходил из рода Цильниев из Аррециума. Его отцом был консул-суффект 87 года Гай Цильний Прокул. В 97/98 году он занимал должность легата пропретора Далмации. В 100 году Прокул был консулом-суффектом. Его коллегой был Марк Марций Макр. Затем он был комитом при императоре Адриане и членом двух жреческих коллегий — септимвиров эпулонов и августалов.